# Kleopatra II
Kleopatra II est un tableau peint par Jan Zrzavý entre  1942 et 1957. Cette tempera sur toile agrémentée d'or représente Cléopâtre VII sur un divan vert, son corps nu de couleur rouge devant un paysage égyptien en grisaille. Chef-d'œuvre des collections de la galerie nationale de Prague, elle est conservée au Veletržní palác.